# Campionati mondiali di ginnastica artistica 2014
I Campionati mondiali di ginnastica artistica 2014 sono la 45ª edizione dei mondiali di ginnastica artistica. Si sono svolti a Nanning, in Cina, dal 3 al 12 ottobre 2014.
Questa edizione dei mondiali avvicina alle qualificazioni per le olimpiadi di Rio 2016: le prime 24 Nazionali al termine delle gare di qualificazione a squadre disputeranno poi la qualificazione olimpica vera e propria ai Mondiali di Glasgow 2015; le migliori 8 di tale competizione otterranno direttamente il pass, le altre 8 si contenderanno gli ultimi 4 posti al Test Event 2016 nella città brasiliana.

## Programma
| Giorno     | Ora   | Uomini                       | Donne                         |
| ---------- | ----- | ---------------------------- | ----------------------------- |
| 3 ottobre  | 9:00  | Qualificazioni               |                               |
| 4 ottobre  | 9:00  | Qualificazioni               |                               |
| 5 ottobre  | 9:00  |                              | Qualificazioni                |
| 6 ottobre  | 9:00  |                              | Qualificazioni                |
| 7 ottobre  | 19:00 | Concorso a squadre           |                               |
| 8 ottobre  | 19:00 |                              | Concorso a squadre            |
| 9 ottobre  | 19:00 | Concorso individuale         |                               |
| 10 ottobre | 19:00 |                              | Concorso individuale          |
| 11 ottobre | 13:00 | Finale corpo libero          |                               |
| 11 ottobre | 14:55 |                              | Finale volteggio              |
| 11 ottobre | 15:45 | Finale cavallo con maniglie  |                               |
| 11 ottobre | 16:10 |                              | Finale parallele asimmetriche |
| 11 ottobre | 16:40 | Finale anelli                |                               |
| 12 ottobre | 13:00 | Finale volteggio             |                               |
| 12 ottobre | 14:55 |                              | Finale trave di equilibrio    |
| 12 ottobre | 15:45 | Finale parallele simmetriche |                               |
| 12 ottobre | 16:10 |                              | Finale corpo libero           |
| 12 ottobre | 16:40 | Finale sbarra                |                               |

## Podi

### Maschile
| Evento                           | Oro                                                                    | Punti   | Argento                                                                                      | Punti   | Bronzo                                                                                              | Punti   |
| Concorso a squadre (dettagli)    | Cina Cheng Ran Deng Shudi Lin Chaopan Liu Yang You Hao Zhang Chenglong | 273.369 | Giappone Kohei Kameyama Ryohei Kato Shogo Nonomura Kenzō Shirai Yusuke Tanaka Kōhei Uchimura | 273.269 | Stati Uniti Jacob Dalton Danell Leyva Sam Mikulak Alexander Naddour John Orozco Donnell Whittenburg | 270.369 |
| Concorso individuale (dettagli)  | Kōhei Uchimura                                                         | 91.965  | Max Whitlock                                                                                 | 90.473  | Yusuke Tanaka                                                                                       | 90.449  |
| Corpo libero (dettagli)          | Denis Abljazin                                                         | 15.750  | Kenzō Shirai                                                                                 | 15.733  | Diego Hypólito                                                                                      | 15.700  |
| Cavallo con maniglie (dettagli)  | Krisztián Berki                                                        | 16.033  | Filip Ude                                                                                    | 15.783  | Cyril Tommasone                                                                                     | 15.600  |
| Anelli (dettagli)                | Liu Yang                                                               | 15.933  | Arthur Zanetti                                                                               | 15.733  | You Hao Denis Abljazin                                                                              | 15.700  |
| Volteggio (dettagli)             | Ri Se Gwang                                                            | 15.416  | Ihor Radivilov                                                                               | 15.333  | Jacob Dalton                                                                                        | 15.199  |
| Parallele simmetriche (dettagli) | Oleh Vernjaev                                                          | 16.125  | Danell Leyva                                                                                 | 15.933  | Ryohei Kato                                                                                         | 15.666  |
| Sbarra (dettagli)                | Epke Zonderland                                                        | 16.225  | Kōhei Uchimura                                                                               | 15.725  | Marijo Moznik                                                                                       | 15.000  |

### Femminile
| Evento                            | Oro                                                                                              | Punti   | Argento                                                                    | Punti   | Bronzo | Punti   |
| Concorso a squadre (dettagli)     | Stati Uniti Simone Biles Kyla Ross Mykayla Skinner Madison Kocian Ashton Locklear Alyssa Baumann | 179,280 | Cina Yao Jinnan Shang Chunsong Huang Huidan Tan Jiaxin Chen Siyi Bai Yawen | 172,587 | Russia Alija Mustafina Alla Sosnickaja Ekaterina Kramarenko Marija Charenkova Dar'ja Spiridonova Tat'jana Nabieva | 171,462 |
| Concorso individuale (dettagli)   | Simone Biles                                                                                     | 60.231  | Larisa Iordache                                                            | 59.765  | Kyla Ross | 58.232  |
| Volteggio (dettagli)              | Hong Un Jong                                                                                     | 15,599  | Simone Biles                                                               | 15,554  | Mykayla Skinner                                                                                                   | 15,366  |
| Parallele asimmetriche (dettagli) | Yao Jinnan                                                                                       | 15,633  | Huang Huidan                                                               | 15,566  | Dar'ja Spiridonova                                                                                                | 15,283  |
| Trave (dettagli)                  | Simone Biles                                                                                     | 15.100  | Bai Yawen                                                                  | 15,033  | Alija Mustafina                                                                                                   | 14.166  |
| Corpo libero (dettagli)           | Simone Biles                                                                                     | 15.333  | Larisa Iordache                                                            | 14.800  | Alija Mustafina                                                                                                   | 14.733  |

## Medagliere
| Posiz. | Nazione        | Oro | Argento | Bronzo | Totale |
| ------ | -------------- | --- | ------- | ------ | ------ |
| 1      | Stati Uniti    | 4   | 2       | 4      | 10     |
| 2      | Cina           | 3   | 3       | 1      | 7      |
| 3      | Corea del Nord | 2   | 0       | 0      | 2      |
| 4      | Giappone       | 1   | 3       | 2      | 6      |
| 5      | Ucraina        | 1   | 1       | 0      | 2      |
| 6      | Russia         | 1   | 0       | 5      | 6      |
| 7      | Ungheria       | 1   | 0       | 0      | 1      |
| 7      | Paesi Bassi    | 1   | 0       | 0      | 1      |
| 9      | Romania        | 0   | 2       | 0      | 2      |
| 10     | Brasile        | 0   | 1       | 1      | 2      |
| 10     | Croazia        | 0   | 1       | 1      | 2      |
| 12     | Regno Unito    | 0   | 1       | 0      | 1      |
| 13     | Francia        | 0   | 0       | 1      | 1      |
| Totale | Totale         | 14  | 14      | 15     | 43     |